# René Bazin (aviateur)
Pour les articles homonymes, voir René Bazin et Bazin.
René Bazin, né à Nantes (Loire-Atlantique) le 20 novembre 1894 et mort le 19 mars 1973, est un aviateur français, pionnier de l'aviation qui s'est illustré en Colombie et est à l'origine de l'aéro-club de la presqu'île guérandaise.

## Biographie
René Bazin naît à Nantes le 20 novembre 1894. Il est mécanicien à Toussus-le-Noble en 1912 chez Henri Farman.
Durant la Première Guerre mondiale, il est observateur dans l'aviation avec le grade d'adjudant. Il est cité à l'ordre de l'aéronautique de la 2e armée le 31 août 1917 : « pilote de premier ordre, d'un courage et d'une habilité remarquables. Au cours des dernières opérations du 11 au 15 août 1917, a permis aux observateurs d'exécuter avec succès de nombreux réglages d'ALGP à très grande distance. En plus de son travail normal de réglage d'artillerie, a effectué le 18 août 1917, une reconnaissance photographique de 150 km dans les lignes ennemies ».
Il crée en Colombie une liaison postale bi-hebdomadaire à partir du 22 juillet 1920 à bord d'un Farman Carthagena.
Il est à l'origine de la création de la section de l'aéro-club de l'Atlantique pour la presqu'île guérandaise.
Les 23 et 24 juillet 1938, il inaugure la ligne Londres - Deauville - La Baule avec les pilotes Dubois et Paul Minot.
Il est le fondateur et président de la section de l'association amicale des Vieilles Tiges, regroupant les pilotes d'avant-guerre, pour la Loire-Atlantique, le Maine-et-Loire et la Vendée en 1960.
Il meurt dans un accident de voiture le 19 mars 1973.

## Distinctions
- Officier de la Légion d'honneur (1950)[3]
- Croix de guerre 1914-1918 avec 5 palmes.
- Médaille militaire
- Médaille de l'Aéronautique

Il est capitaine honoraire de l'Armée de l'air, officier de la Légion d'honneur[Quand ?], titulaire de la croix de guerre 1914-1918 avec palmes, président de l'association des médaillés militaires et titulaire de la médaille d'honneur de l'Aéronautique.

## Hommages
Une avenue de La Baule-Escoublac et la piste principale de l'aérodrome de La Baule-Escoublac portent son nom.